# Ormesson-sur-Marne
Ormesson-sur-Marne is een gemeente in het Franse departement Val-de-Marne (regio Île-de-France) en telt 9910 inwoners (2005). De plaats maakt deel uit van het arrondissement Nogent-sur-Marne.

## Geografie
De oppervlakte van Ormesson-sur-Marne bedraagt 3,4 km², de bevolkingsdichtheid is 2914,7 inwoners per km².
De onderstaande kaart toont de ligging van Ormesson-sur-Marne met de belangrijkste infrastructuur en aangrenzende gemeenten.

## Demografie
Onderstaande figuur toont het verloop van het inwonertal (bron: INSEE-tellingen).